# Robert E. Cornish
Robert Edward Cornish (ur. 21 grudnia 1903 w San Francisco, zm. 6 marca 1963 tamże) – amerykański lekarz oraz biolog, wieloletni pracownik naukowy Uniwersytetu Berkeley. Znany z kontrowersyjnych badań nad przywracaniem krążenia, które wniosły jednak istotny wkład rozwój technik reanimacyjnych.

## Życiorys
Urodził się i wychowywał w San Francisco. Od wczesnych lat przejawiał ponadprzeciętne zdolności, które zaowocowały bardzo wczesnym podjęciem studiów. W wieku 22 lat otrzymał tytuł doktora, stając się najmłodszą osobą, która uzyskała ten tytuł na Uniwersytecie Kalifornijskim. Na początku lat trzydziestych, zainspirowany badaniami dr. George'a Crile'a, rozpoczął własne eksperymenty, w których poszukiwał skutecznej metody reanimacji uprzednio uduszonych psów.
Metoda opracowana przez Cornish'a polegała na wstrzyknięciu do tętnicy udowej zwierzęcia roztworu składającego się z płynu fizjologicznego, surowicy, adrenaliny i heparyny, a następnie kołysaniu ciała na własnoręcznie zbudowanej w tym celu konstrukcji. Publikacja wyników jego badań wzbudziła duże zainteresowanie medialne, które nierzadko przyjmowało formę krytyki naukowca. Zarzucano mu przede wszystkim uśmiercenie co najmniej trzech zwierząt, nim jego metoda została na tyle udoskonalona że zaczęła przynosić rezultaty. W wyniku medialnej nagonki Cornish został pozbawiony dalszego wsparcia swojej pracy przez uniwersytet i dalszą działalność musiał prowadzić na własną rękę. Mimo trudności, w ciągu następnych lat kontynuował badania w swoim domu. Z czasem opracował własną wersję płucoserca, która miała być wykorzystywana w trakcie reanimacji.
W 1947 roku ogłosił, że jest w stanie z sukcesem przywrócić krążenie człowieka. Przez następnych kilka miesięcy kontaktował się władzami więzień stanowych oraz z oczekującymi na stracenie w celach śmierci, w poszukiwaniu ochotnika do udziału w pionierskim projekcie, ponownie zwracając na siebie uwagę mediów. Ostatecznie na udział zgodził się Thomas McMonigle, oczekujący na egzekucję za zabójstwo młodej dziewczyny w zakładzie karnym w San Quentin, lecz władze stanu Kalifornia, obawiając się pozytywnego wyniku eksperymentu i związanej z tym konieczności wypuszczenia skazańca, postanowiły zablokować wydanie ciała Cornishowi aż o godzinę, w wyniku czego reanimacja nie miała szans powodzenia.
Rozczarowany niepowodzeniem, porzucił dalsze prace badawcze i zajął się sprzedażą pasty do zębów własnego wynalazku. Zmarł nagle w 1963 roku.

## Odniesienia w kulturze
- Zagrał samego siebie w filmie Life Returns z 1935 roku, przedstawiającym jego osiągnięcia w zakresie reanimacji zwierząt.
- Poświęcony został mu odcinek dokumentalnego programu Mroczna strona nauki z 2012 roku, emitowanego na antenie Discovery Science.
- W sidłach Frankensteina, serial dokumentalny z 2018 roku emitowany na antenie TVP Nauka